# Ключ 13
| 冂                     | 冂             | 冂             |
| ---------------------- | -------------- | -------------- |
| 12                     | 13             | 14             |
| Піньінь:               | jiōng          | jiōng          |
| Чжуїнь:                | ㄐㄩㄥ         | ㄐㄩㄥ         |
| Вейд-Джайлз:           | chiung1        | chiung1        |
| Ютпхін:                | gwing1         | gwing1         |
| Он:                    |                |                |
| Кун:                   |                |                |
| Кандзі:                | 冏構 makigamae | 冏構 makigamae |
| Хун:                   | 멀 meol        | 멀 meol        |
| Им:                    | 경 gyeong      | 경 gyeong      |
| Індекс у Вікісловнику: | 冂             | 冂             |

Ключ 12 — ієрогліфічний ключ, що означає коробка або широкий, один із 23 (загалом існує 214) ключів Кансі, що складаються з двох рисок. 
Словник Кансі містить 50 символів із 40 000, що використовують цей ключ.

## Символи, що використовують ключ 13

Як писати ієрогліф.

| додаткових рисок | ієрогліфи         |
| ---------------- | ----------------- |
| 0 рисок          | 冂                |
| 2 риски          | 冃 冄 内 円 冇 冈 |
| 3 риски          | 冉 冊 冋 册 囘    |
| 4 риски          | 再 冎             |
| 5 рисок          | 冏                |
| 6 рисок          | 冐                |
| 7 рисок          | 冑 冒             |
| 8 рисок          | 冓 冔             |
| 9 рисок          | 冕                |